# Montblanc (kommunhuvudort)
Montblanc är en kommunhuvudort i Spanien.   Den ligger i provinsen Província de Tarragona och regionen Katalonien, i den östra delen av landet, 400 km öster om huvudstaden Madrid. Montblanc ligger 350 meter över havet och antalet invånare är 6 632.
Terrängen runt Montblanc är kuperad. Runt Montblanc är det ganska glesbefolkat, med 48 invånare per kvadratkilometer. Närmaste större samhälle är Valls, 12,4 km sydost om Montblanc. 